# 弗莱维尔德旺南锡
弗莱维尔德旺南锡（法語：Fléville-devant-Nancy，法語發音：[flevil dəvɑ̃ nɑ̃si]，意为“南锡前方的弗莱维尔”）是法国默尔特-摩泽尔省的一个市镇，位于该省南部，南锡市区东南，属于南锡区。

## 地理
弗莱维尔德旺南锡（48°37'31"N, 6°12'13"E）面积7.4 平方千米，位于法国大東部大區默尔特-摩泽尔省，该省份为法国东北部内陆省份，是洛林的一部分，北邻比利时、卢森堡，北起顺时针与摩泽尔省、下莱茵省、孚日省和默兹省接壤。
与弗莱维尔德旺南锡接壤的市镇（或旧市镇、城区）包括：埃耶库尔、乌德蒙、拉讷沃维尔-德旺南锡、吕德尔、韦尔穆瓦城。

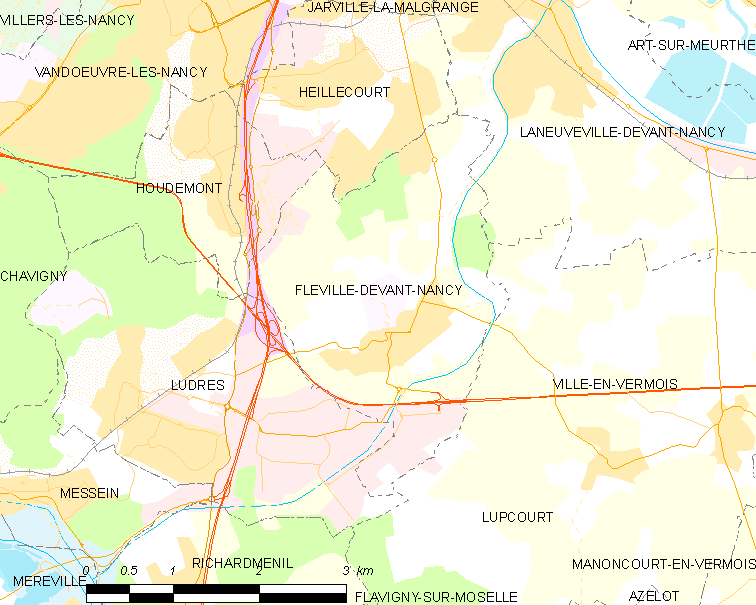
弗莱维尔德旺南锡的OSM定位图

弗莱维尔德旺南锡的时区为UTC+01:00、UTC+02:00（夏令时）。

## 行政
弗莱维尔德旺南锡的邮政编码为54710，INSEE市镇编码为54197。

## 政治
弗莱维尔德旺南锡所属的省级选区为雅维尔-拉马尔格朗日县。

## 人口

1962-2008年间弗莱维尔德旺南锡人口变化图示

弗莱维尔德旺南锡于2022年1月1日时的人口数量为2187人。